# 瓦雷泽足球俱乐部
瓦雷泽足球俱乐部，是意大利瓦雷泽市的一个足球俱乐部，成立于1910年。该队现已因財政問題而解散。